# ۸۷ (قمری)
۸۷ (قمری)، هشتاد و هفتمین سال در گاهشماری هجری قمری است. اول محرم این سال برابر با بیست و هفتم دسامبر سال ۷۰۵ میلادی است.

## وابسته
- نیزک ترخان